# Abiotic
Gli Abiotic sono un gruppo musicale statunitense formatosi nel 2010 a Miami, in Florida.

## Storia
Il gruppo viene formato nel 2010 dal cantante Ray Jiminez, i chitarristi Matt Mendez e Johnathon Matos, il bassista Alex Vasquez e il batterista Andres Hurtado. Pubblicano il loro primo EP, A Universal Plague, nel 2011, attirando l'attenzione della Metal Blade Records. Firmato un contratto con l'etichetta, pubblicano il loro album di debutto Symbiosis nel 2012. Entro la fine del 2014, il cantante Ray Jiminez è stato sostituito da Travis Bartosek, mentre Brent Phillips prende il posto di Aaron Stechauner (che nel frattempo ha sostituito Andres Hurtado alla batteria). Con questa nuova formazione, il gruppo registra e pubblica nel 2015 il suo secondo album Casuistry. Nel 2016, tuttavia, il gruppo si scioglie. Si riforma nel 2018 con Mendez, Matos e Bartosek, e l'aggiunta del nuovo batterista Anthony Lusk-Simone e del bassista Kilian Duarte, pubblicando l'anno successivo il singolo inedito Emerald.
Nel febbraio 2021 viene pubblicato, dalla The Artisan Era, il terzo album in studio Ikigai. Nel dicembre dello stesso anno viene ripubblicato il loro primo EP, con il titolo A Universal Plague: Mutation, contenente le tracce originali dell'EP rimasterizzate per l'occasione, una riregistrazione del brano Vermosapien e l'inedito Mutation, registrato con gli ex cantanti del gruppo Ray Jiminez e Dickie Allen. Nel 2023 pubblicano il singolo Ocean of Worldly Suffering, con la collaborazione vocale di Matt Heafy, frontman dei Trivium.

## Formazione

### Formazione attuale
- Travis Bartosek – voce (2014-2016, 2018-presente)
- Matt Mendez – chitarra (2010-2016, 2018-presente)
- Johnathon Matos – chitarra (2010-2016, 2018-presente)
- Killan Duarte – basso (2018-presente)
- Anthony Lusk-Simone – batteria (2019-presente)

### Ex componenti
- Ray Jiminez – voce (2010-2013)
- Dickie Allen – voce (2013-2014)
- Alex Vasquez – basso (2010-2016)
- Andres Hurtado – batteria (2010-2013)
- Brent Phillips – batteria (2014-2016)
- Aaron Stechauner – batteria (2013-2014, 2018)

### Turnisti
- Matthew Paulazzo – batteria (2016)

## Discografia

### Album in studio
- 2012 – Symbiosis
- 2015 – Casuistry
- 2021 – Ikigai

### EP
- 2011 – A Universal Plague

### Singoli
- 2019 – Emerald
- 2023 – Ocean of Worldly Suffering (feat. Matthew Kiichi Heafy)